# Selby
Selby – miasto i civil parish w Anglii, w hrabstwie North Yorkshire, w dystrykcie (unitary authority) North Yorkshire. Leży 19,5 km od miasta York i 261,2 km od Londynu. W 2001 roku miasto liczyło 15 807 mieszkańców. W 2011 roku civil parish liczyła 14 731 mieszkańców.